# Гора Каратау
Гора́ Карата́у (крим. «Каратау», «Чорна гора») — ботанічна пам'ятка природи національного значення, що розташована у Кримських горах на теренах Алуштинської міської ради АР Крим. Була створена відповідно до Постанови Кабінету міністрів УРСР від 30 березня 1981 року за № 145 шляхом реорганізації пам'ятки природи місцевого значення, затвердженого 1969 року.

## Загальні відомості
Землекористувачем пам'ятки є Алуштинське державне лісове господарство. Пам'ятка розміщена у квадраті 75 Сонячногірського лісництва. Найближчим населеним пунктом є село Генеральське (крим. Ulu Özen).
Площа пам'ятки природи 100 гектар. Висота гори Каратау 1220 м. З північної сторони гори на висоті 1210 м розміщено прісноводне безстічне карстове озеро Каратау-голь (крим. Каратау голю). Площа озера 0,02 км² (0,11 км × 0,65 км), глибина 0,8 м.

## Опис

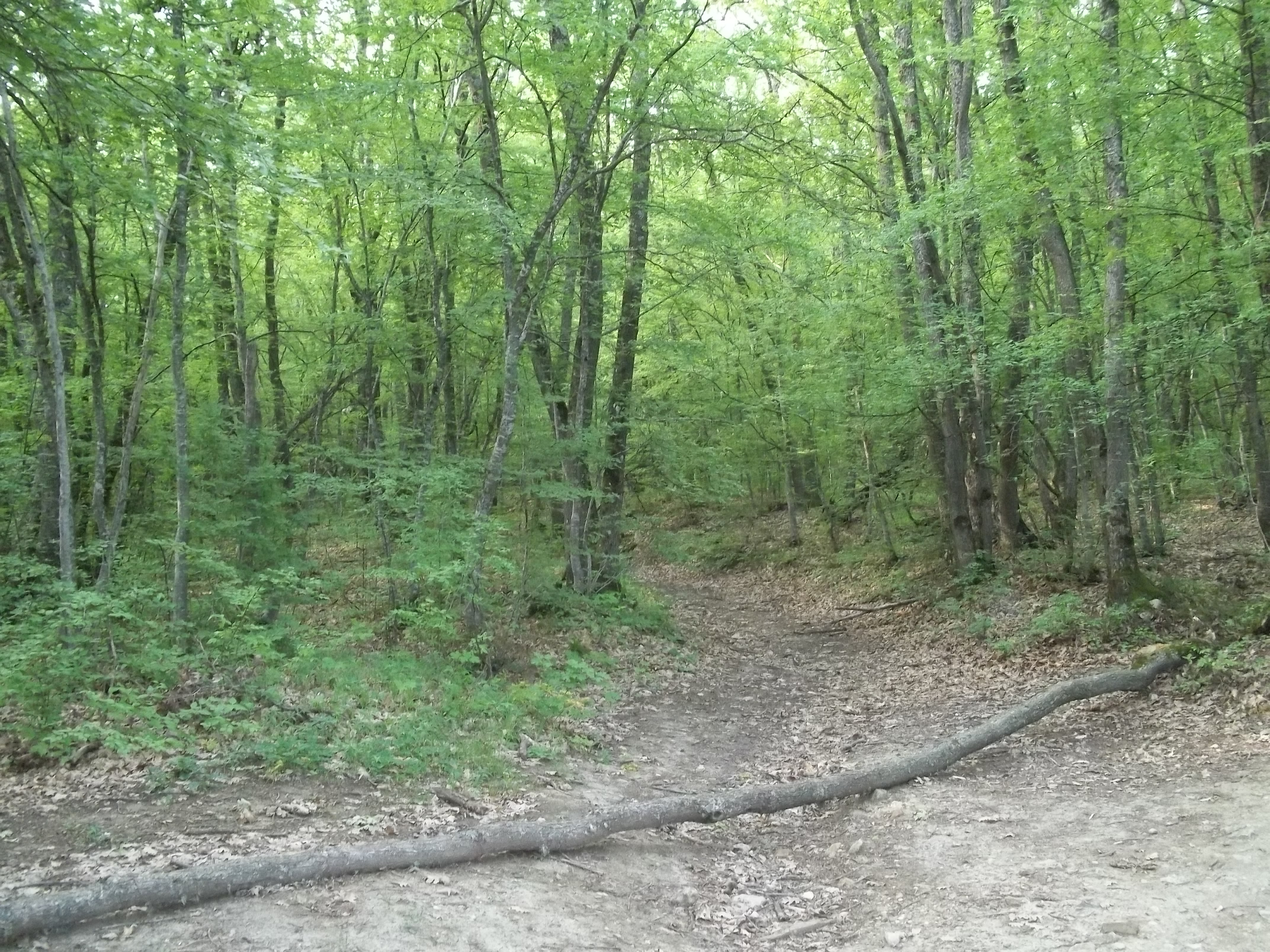
Ліс на схилі Каратау

Гора Каратау розташована у південно-західній частині плато Карабі-Яйла Головного пасма Кримських гір. Плато Карабі-Яйла відоме значною кількістю карстових порожнин, виходів карстів, на основі чого було закладено геологічний заказник «Гірський карст Криму», пам'ятка природи карстова шахта «Солдатська» є найглибшою печерою України. Крім того на Карабі-Яйла існую ще два біологічні заказники «Карабі-яйлинська котловина», «Карабі-яйла», гідрологічна пам'ятка природи «Урочище Карасу-Бащі».
Ботанічний пам'ятник природи «Гора Каратау» було закладено для збереження і захисту одного з найбільших збережених масивів букового пралісу (Fagus sylvatica Linnaeus). Вік дерев видів бук східний (Fagus orientalis Lipsky.), бук лісовий (Fagus sylvatica L.), буку таврійського (Fagus x taurica) становить 100—200 років при середній висоті 15-18 метрів. Букові ліси на висоті від 600 м н. р. м. займають в Криму 528 км², що становить 16 % усіх лісів півострову, відіграючи значну роль в утриманні вологи і живленні потічків, сповільнюючи поверхневий стік і спрямовуючи його до ґрунту. Внаслідок сукцесії угруповання виникли кримські клімаксові букові ліси, де разом проростають виключно дерева 100 і 200 річні дерева та молодий підріст висотою близько 50 см. Молоді дерева після 2-3 років зростання гинуть. Коли найстаріші дерева засихають у віці 200—250 років, на їхньому місці розпочинається ріст молодих дерев, з яких найсильніше займає місце старого. Таким чином з природним поновленням лісу зберігається стала різниця поміж двома поколіннями дерев приблизно у 100 років. Густа крона створює значне затінення, через що майже відсутній трав'яний покрив.
У скельно-буковому лісі в союзі Dentario-quinquefolii-Fagion sylvaticae зустрічаються одинарні реліктові хвойні вічнозелені тиси ягідні (Taxus baccata), що занесені до Червоної книги України з природоохоронним статусом вразливий. У другому деревному ярусі букового лісу в умовах затінення, високої вологості виникають оптимальні умови для росту тису ягідного.